# Jordi Magem Badals
Jorge ou Jordi Magem Badals est un joueur d'échecs espagnol né le 24 août 1967 à Manresa en province de Barcelone.

## Biographie et carrière
Grand maître international depuis 1994, Magem Badals a remporté :
- le championnat d'Espagne en 1990 ;
- le tournoi de Barcelone en 1992 (ex æquo avec Iossif Dorfman) dans un des derniers tournois où participait Mikhaïl Tal ;
- deux fois le tournoi d'échecs de Pampelune (en 1993-1994 et 1995-1996) ;
- le tournoi mémorial Miguel Najdorf à Buenos Aires en 1996 (ex æquo avec Sergei Tiviakov).

Lors du Championnat du monde de la Fédération internationale des échecs 1999 à Las Vegas, il fut éliminé au troisième tour par Judit Polgár après avoir battu Vladimir Feldman et Vladislav Tkachiev.
Magem Badals a représenté l'Espagne lors de sept olympiades de 1990 à 2010, marquant 57 % des points (40,5 / 71). L'Espagne finit sixième de la compétition en 1996.